# 大鱗齧脂鯉
大鱗齧脂鯉，為輻鰭魚綱脂鯉目脂鯉亞目脂鯉科的其中一個種。分布於南美洲巴西東北部淡水流域，體長可達4.5公分，棲息在底中層水域，生活習性不明。